# My Friend
„” (srp. Moj prijatelj) pesma je hrvatskog pevača Žaka Houdeka. Predstavljala je Hrvatsku na izboru za Pesmu Evrovizije 2017.

## Istorija objave
| Regija   | Datum         | Format           | Izdavačka kuća   | Ref.  |
| -------- | ------------- | ---------------- | ---------------- | ----- |
| Hrvatska | 2. mart 2017. | Radio emitovanje | Kroacija rekords | [ 3 ] |